# Jean Andrieu
Jean Andrieu, chiamato Jean Jules Andrieu o anche Jules Andrieu (Montaigu-de-Quercy, 20 luglio 1816 – ...) è stato un fotografo e editore francese.

## Biografia
Figlio di Jean e di Antoinette Dufour, una famiglia di contadini, sembra che la prima parte della sua vita si svolse nella regione natale, facendo l'insegnante. Si sposò una prima volta con Jeanne Labayssière. Rimasto vedovo soltanto due anni dopo, convolò a nuove nozze con la vedova Anne Marie Lacaze de Gandorre nel 1845, sposata in località Lot e Garonna, dove nel frattempo si era trasferito.
Non è noto quando iniziò ad interessarsi alla fotografia né di chi fu allievo, non sappiamo neppure quando decise di trasferirsi a Parigi. Lo troviamo iscritto nel 1862 come fotografo nell'Almanach du commerce et de l'industrie. Si specializzò nella stereoscopia tanto da divenire, tre anni dopo “fotografo ufficiale del Ministero della Marina e delle Colonie”. Divenne talmente esperto da tenere dei corsi di fotografia.
Pubblicò le sue foto come editore in cofanetti di dimensioni variabili e anche utilizzando incollature diverse a seconda delle stampe. Molto spesso usava solo la sigla "JA", altre il nome completo. Il suo archivio di editore, molto ampio per l'epoca e per la varietà dei luoghi geografici, comprendeva, tra gli altri: "Villes & Ports Maritimes", "Suisse et Savoie", "Pyrenees", "Espagne", "Algerie", "Italie", "Hollande", "Gibraltar", "Palestine, Syrie et Egypte", "Desastres De La Guerre" relativo della guerra franco-prussiana. Molto importanti anche le sue immagini degli edifici distrutti dopo gli eventi della Comune di Parigi del 1871, che lui stesso registrò sotto la stessa denominazione di "Desastres De La Guerre".
Sappiamo che fu in Sicilia nel 1865 in occasione dell'eruzione dell'Etna, dove era presente anche un altro fotografo francese, Paul Marcellin Berthier, un evento che rappresentò per molti un forte richiamo. Andrieu, insieme a Berthier, a quanto sappiamo e a quanto viene raccontato, si ritene fosse conosciuto e stimato tra i fotografi francesi di quegli anni, in particolare tra coloro che usavano la stereoscopia.
Le notizie successive al 1872 si fanno confuse e divergenti. Sembra che nel 1874 il fotografo ed editore Adolphe Block abbia rilevato sia il magazzino che il laboratorio parigino di Andrieu, il cui nome scompare dagli annuari commerciali, ma sembra ricomparire anni dopo.
Anche le informazioni sulla sua morte sono difformi: c'è chi la colloca, sia pure con qualche dubbio, al 1872, chi nel 1876 e chi dopo il 1896 in virtù di un trafiletto uscito su un giornale in merito ad una vendita all'asta in località Pau sui Pirenei. Anche sul luogo della morte non sappiamo nulla, anche se c'è chi la colloca a Parigi. Secondo altre versioni, dopo essersi trasferito a Pau, in data imprecisata, sarebbe deceduto nel 1895, stando a quanto scritto su un atto di morte.
È probabile che una certa confusione sia sorta con il quasi omonimo docente e comunardo Jules Andrieu.

## Galleria d'immagini

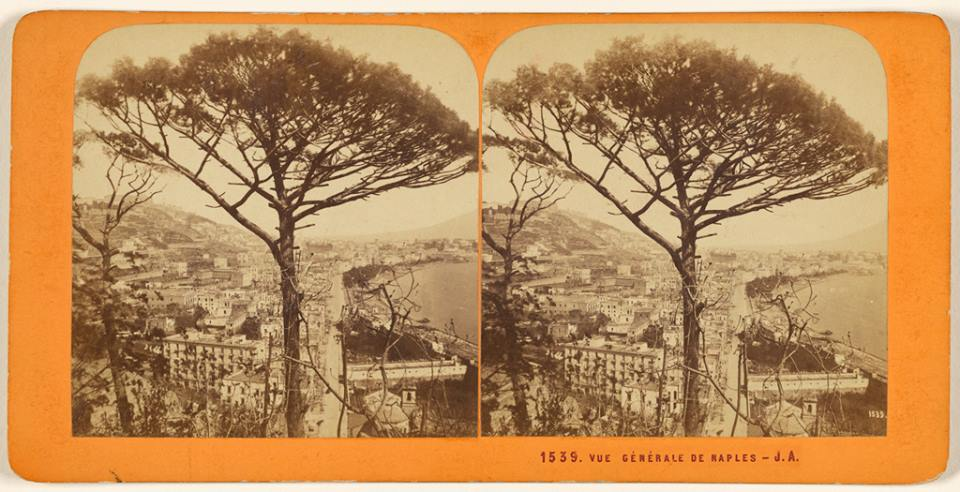
Veduta di Napoli da Posillipo
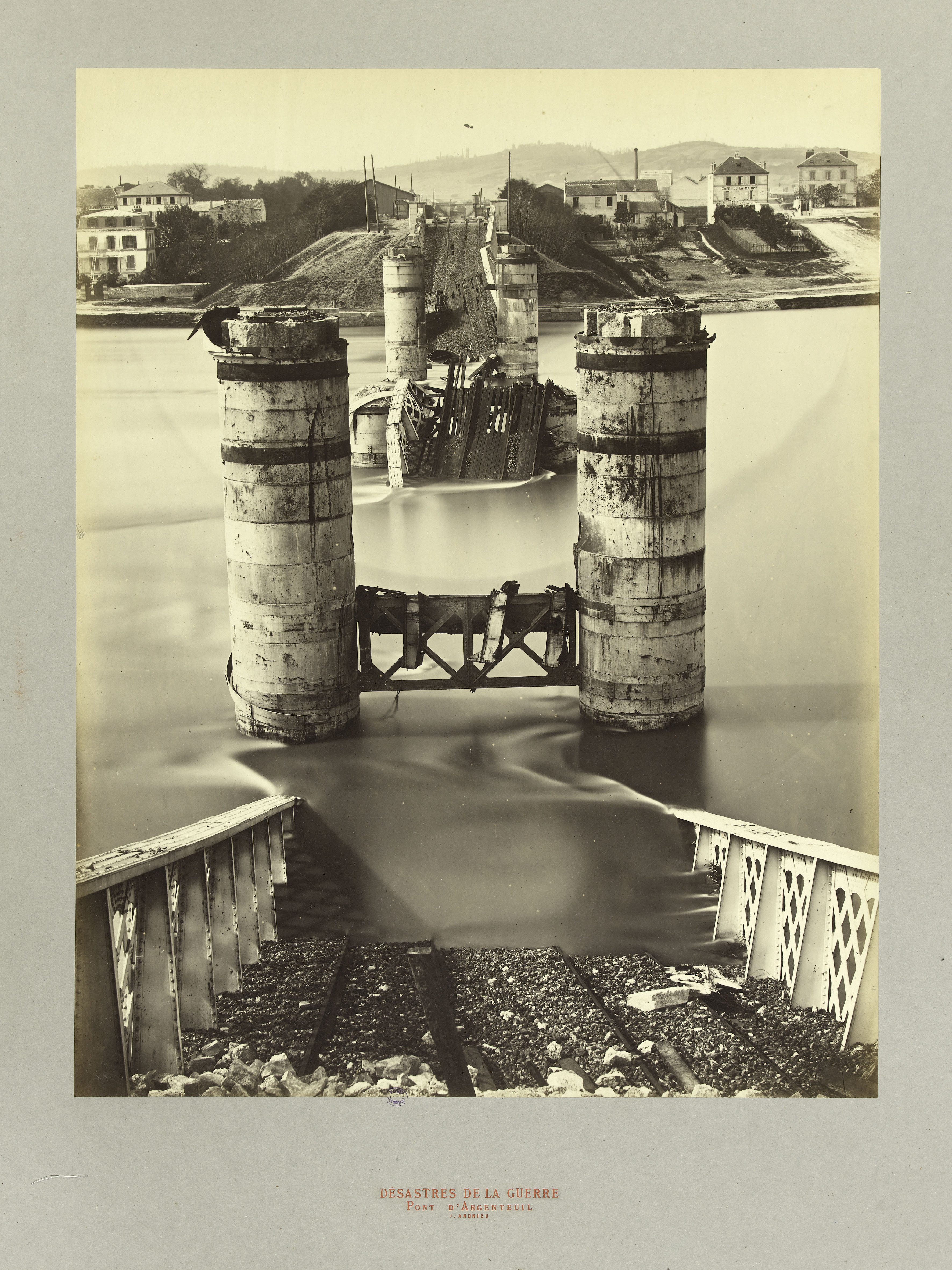
Il ponte ad Argenteuil nella guerra franco-prussiana 1870-1871
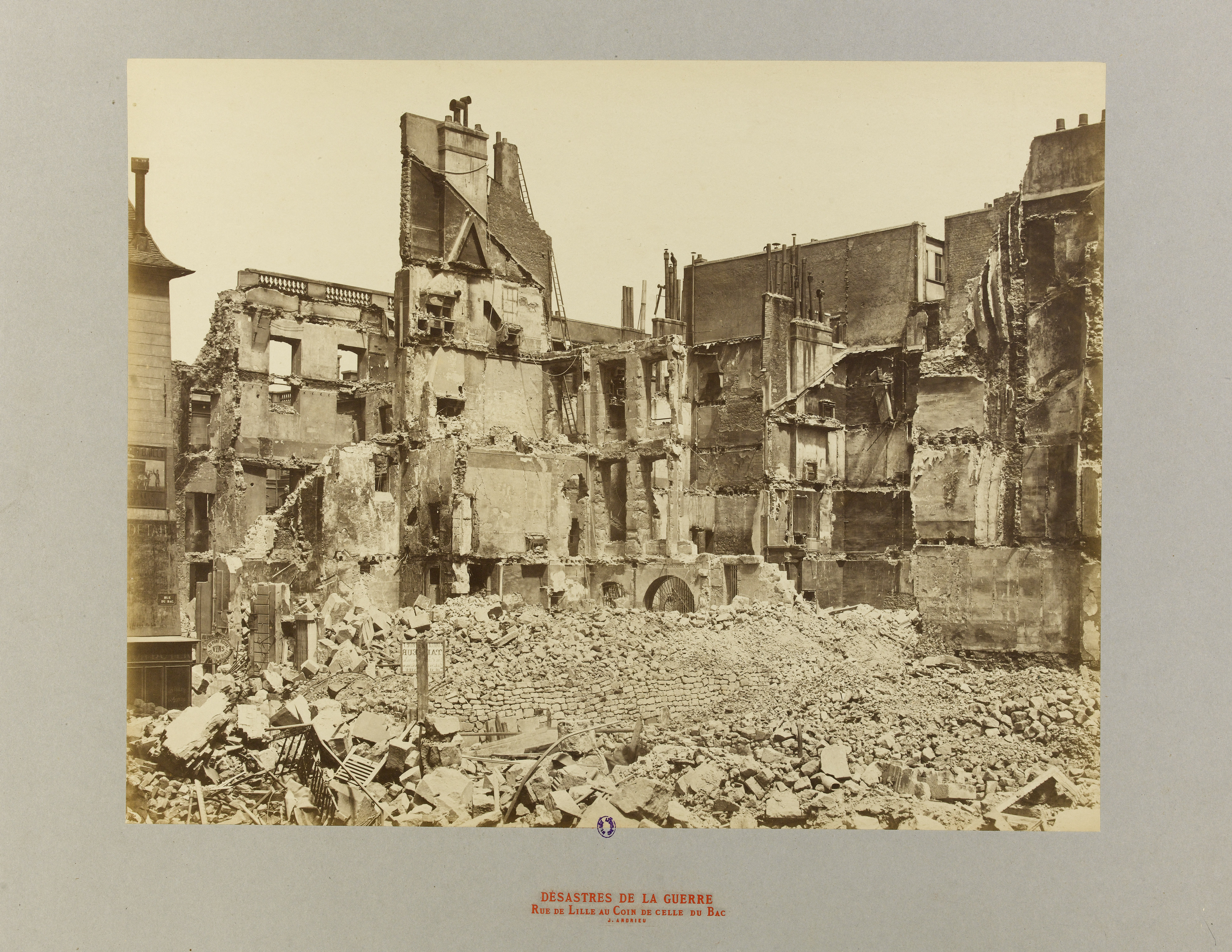
Rovine dopo la Comune di Parigi, 1871
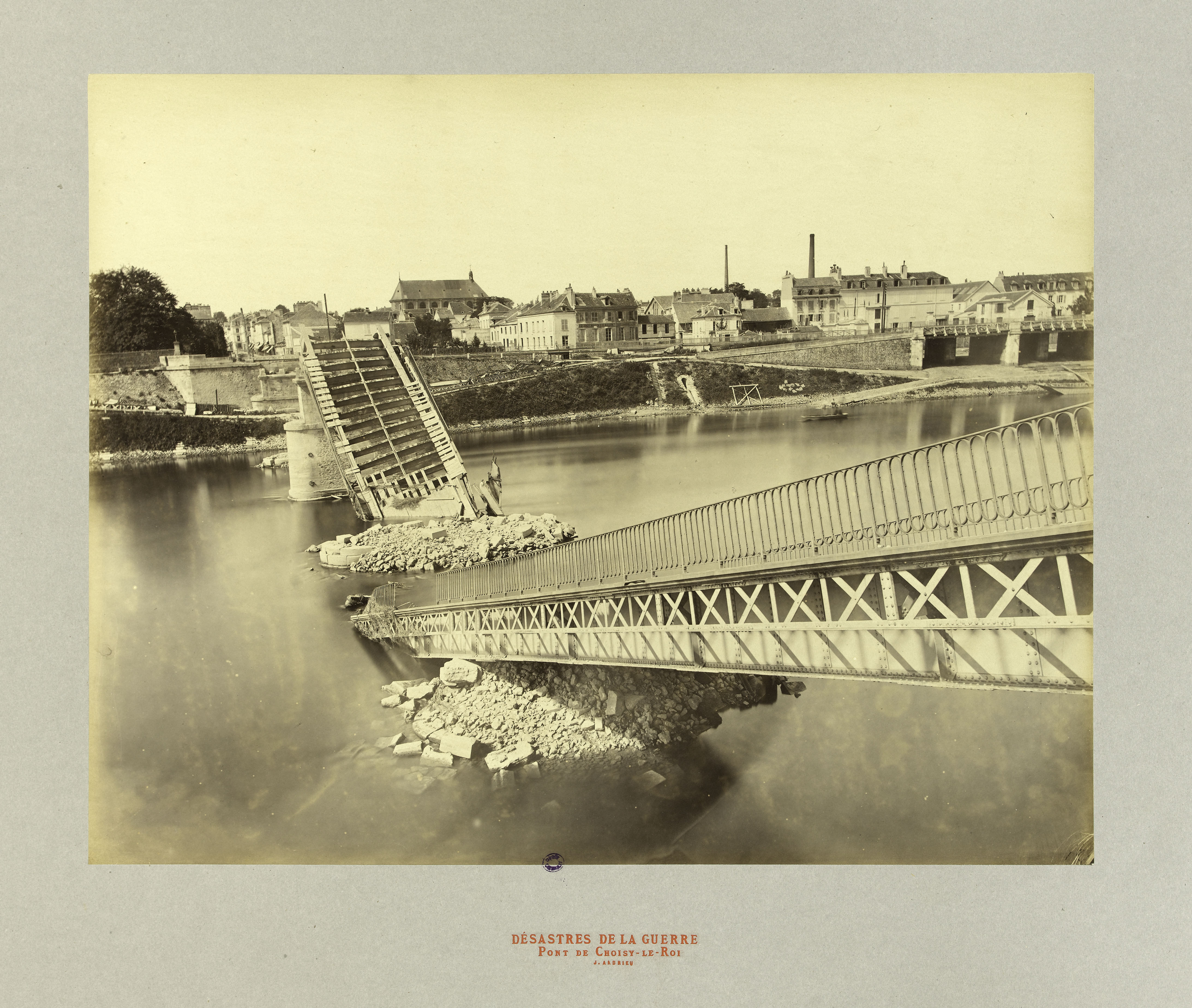
Rovine dopo la Comune di Parigi, 1871
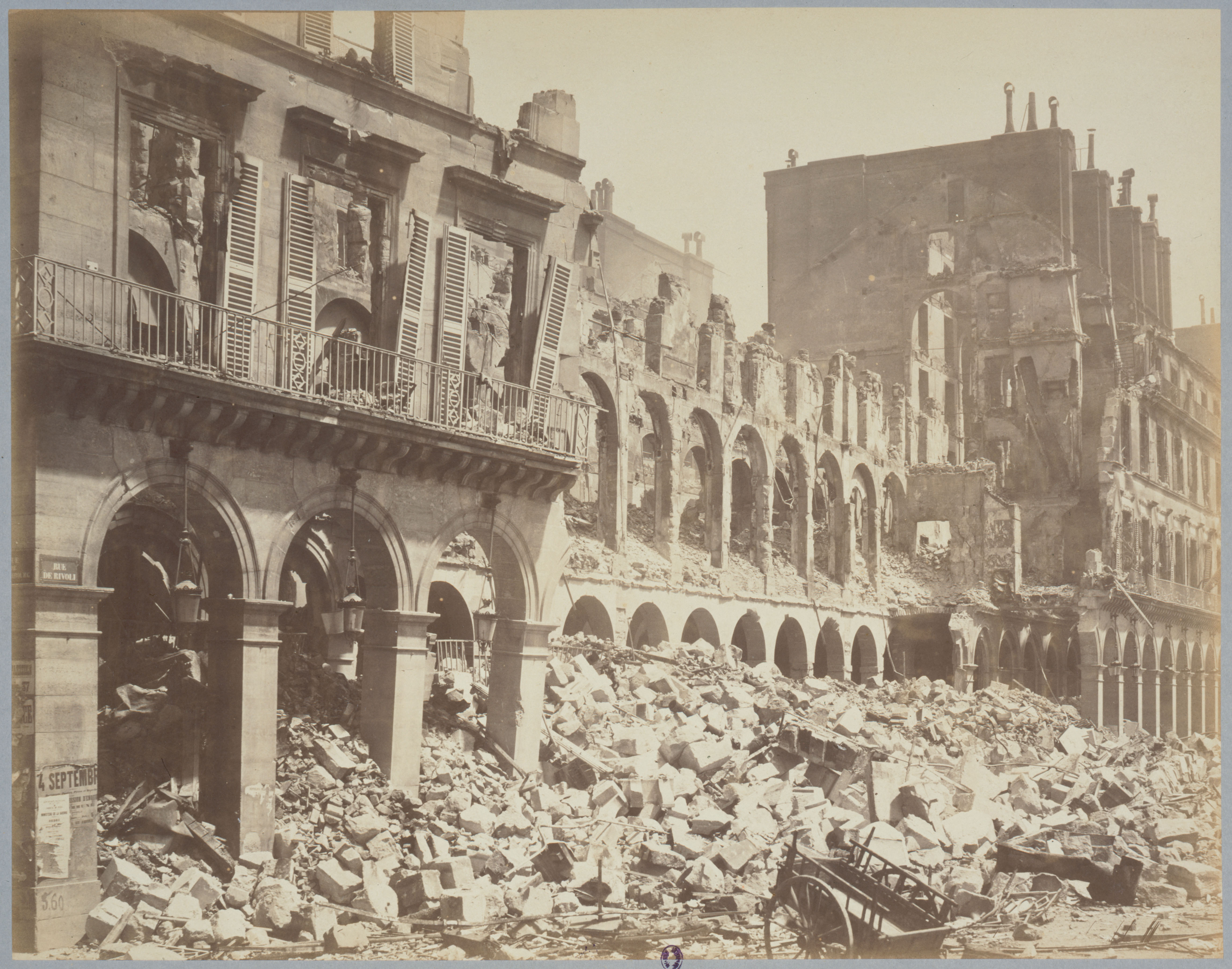
Ministero delle Finanze in rovina dopo la Comune di Parigi, 1871
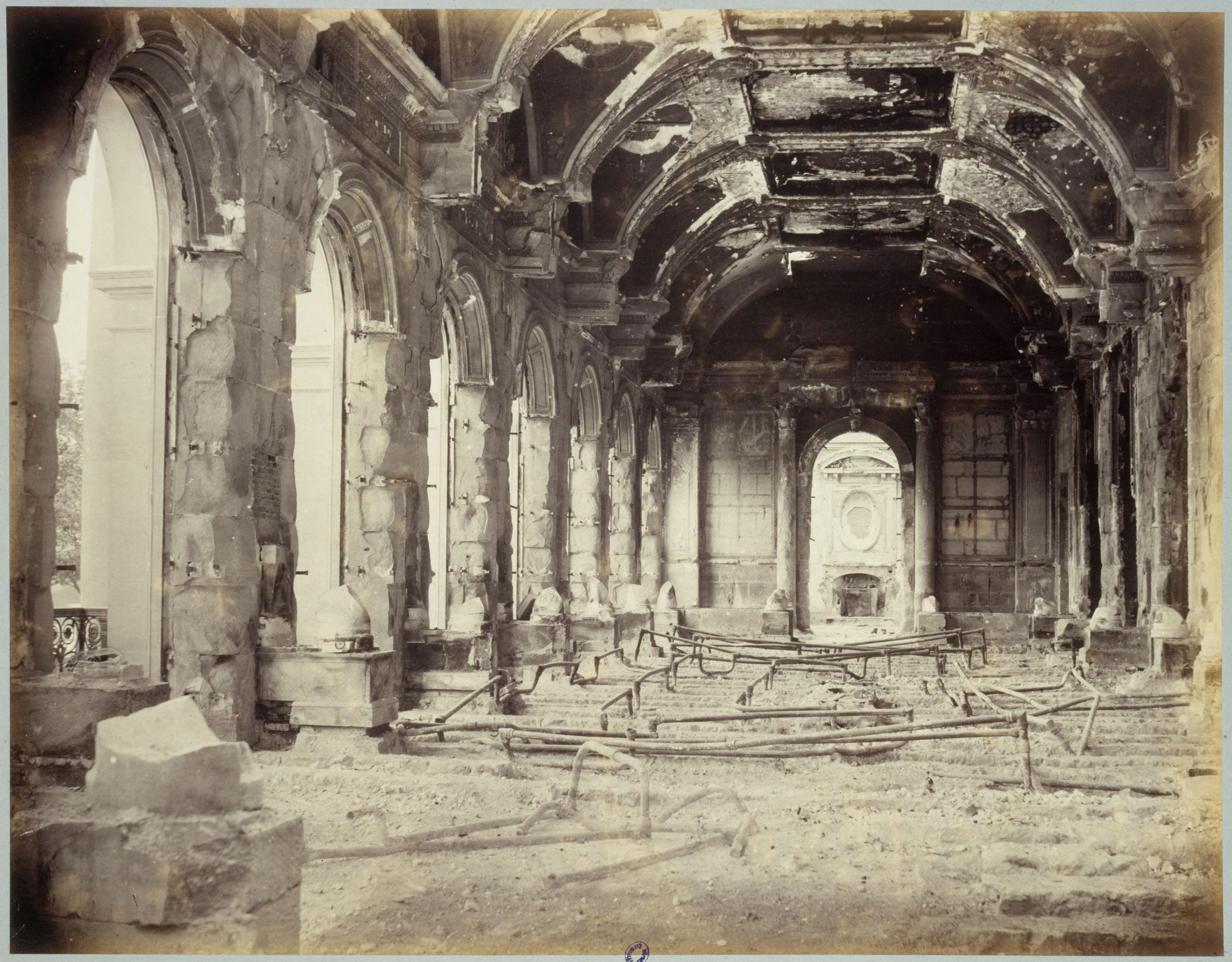
Palazzo d'Orsay dopo la Comune di Parigi, 1871
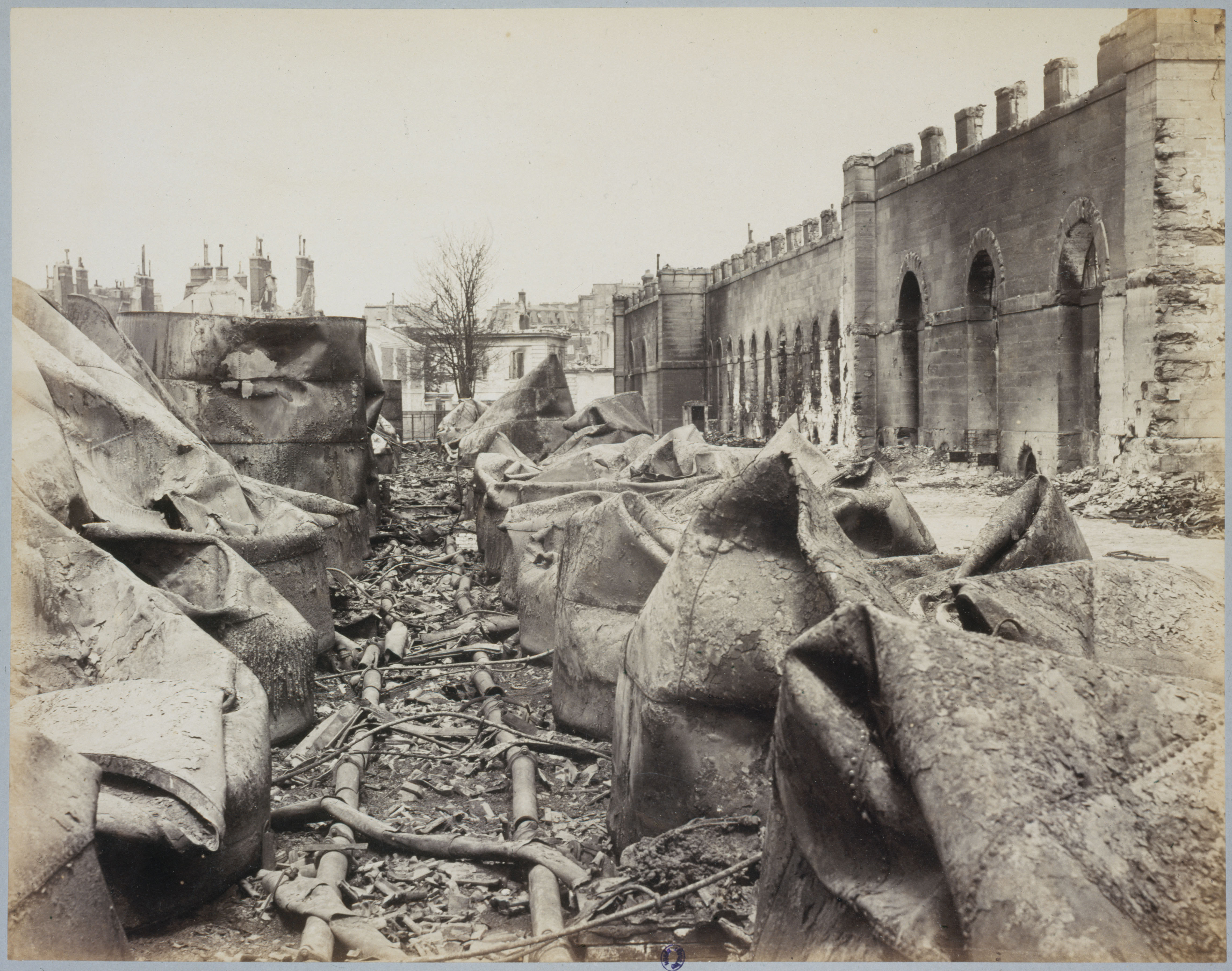
Riserva di grano, 31 ottobre 1871
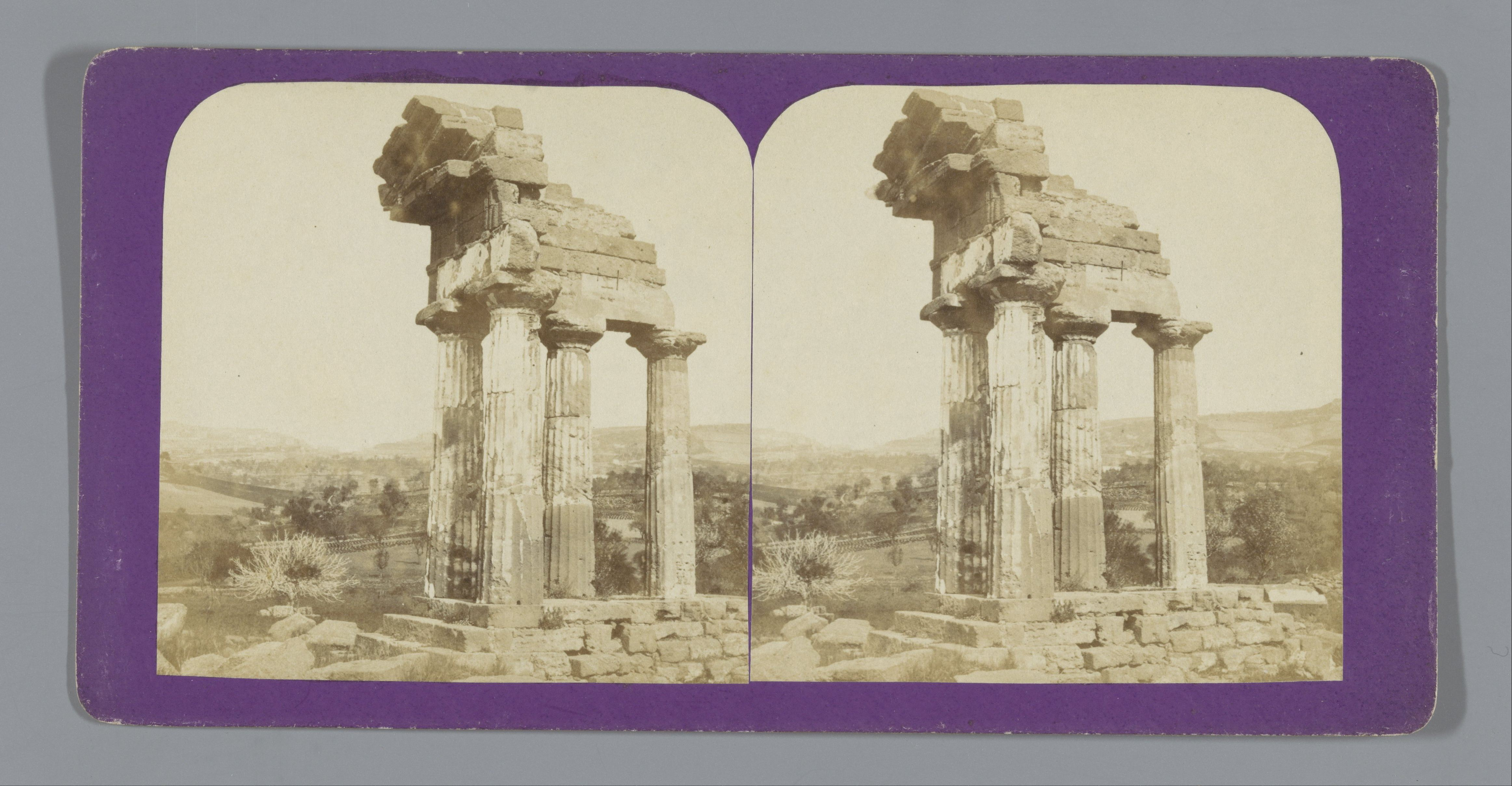
Valle dei Templi, Agrigento